# Library Genesis
Library Genesis（LibGen）は、シャドウライブラリプロジェクトであり、ファイル共有によって学術雑誌の記事や学術書、一般向け書籍、画像、コミック、オーディオブック、雑誌などへのアクセスを提供している。他ではペイウォールで保護されていたり、デジタル化されていなかったりするコンテンツを無料でアクセス可能にしている。
LibGenは自らを「リンクアグリゲーター（links aggregator）」と表現しており、公開されている公共のインターネットリソースから収集された項目やユーザーからアップロードされたファイルを検索可能なデータベースとして提供している。
LibGenは、エルゼビアのScienceDirectのコンテンツのPDFなど、著作権で保護された作品へのアクセスを提供している。エルゼビアのような出版社は、Library Genesisを海賊版の加害者であると非難している。一方で、学術出版社は政府資金によって行われた研究、すなわち多くが公立大学に所属する研究者によって執筆された研究成果から不当に利益を得ており、LibGenは本来無料であるべき研究を拡散する役割を果たしていると主張する者もいる。

## 歴史
Library Genesisは、ソビエト連邦における違法な地下文化であるサミズダートに起源を持つ。ソビエト連邦では印刷へのアクセスが厳しく統制・検閲されていたため、反体制的な知識人たちは原稿を手書きやタイプライターで複写し、秘密裏に流通させていた。これは1980年代にソビエト連邦共産党書記長であったミハイル・ゴルバチョフの下で事実上合法化されたが、印刷媒体に対する国家の独占は存続した。
1990年代になると、ボランティアたちはロシアのコンピュータネットワーク（RUネット）に活動の場を移し、そこには数十万件に及ぶ無秩序な寄稿があふれるようになった。図書館員たちは特に積極的に活動し、借用したアクセス用パスワードを使って西側のインターネット情報源から科学・学術論文のコピーをダウンロードし、それをRUネットにアップロードしていた。
21世紀初頭にはこれらの活動が組織化され、2008年頃にLibrary Genesis（LibGen）として知られる巨大なシステムへと統合された。その後、2012年に法的措置により閉鎖されたLibrary.nuの内容を吸収し、事実上の後継となった。2014年までに、そのカタログはlibrary.nuの2倍以上となり、120万件の記録を有していた。2024年2月4日現在 Library Genesisは、240万冊以上のノンフィクション書籍、8000万件の科学論文、200万件のコミックファイル、220万冊のフィクション書籍、そして40万件の雑誌号を所蔵していると主張している。
2020年、プロジェクト内部の対立により、「libgen.fun」という別のドメインでフォークされた。その結果、libgen.funと他のLibGenドメインではデータベースが独立して維持されており、内容が異なっている。
2024年8月時点で、ウェブサイトが一時的な障害や技術的な不具合を経験していた本プロジェクトは、もはや積極的に管理されておらず、リードプログラマーは「非アクティブ」であると報じられた。
2024年12月中旬、Library Genesisの大半のドメインがピアソン・エデュケーション率いる出版社グループの法的措置により差し押さえまたは無効化された際、著作権者団体およびインターネットサービスプロバイダから成るドイツのコンソーシアム Clearingstelle Urheberrecht im Internet（CUII）もまた、名前が伏せられた出版社の要請によりLibrary Genesisに対する全国規模のブロッキング命令を発した。この措置は裁判所の認可なしに行われ、代わりにドイツ連邦ネットワーク庁がネットワーク中立性要件の確認のために協議された。

## 法的問題

### 訴訟

#### エルゼビアによる訴訟（2015年）
2015年6月3日、Library Genesisは、Sci-Hubの創設者であるアレクサンドラ・エルバキャンと共に、2014年の世界売上高で第3位の出版グループの学術部門であるエルゼビアから提訴された。エルゼビアは、Library Genesisが国際的な海賊版および著作権侵害のネットワークを運営し、記事や書籍への無料アクセスを提供していると主張した。これに対し、管理者らは、エルゼビアが主に公的資金によって行われた研究から利益を得ており、それらは納税者によって支払われているため本来すべての人々に無料で提供されるべきであると反論した。その後、エルゼビアの弁護士は、訴訟の対象となっているドメインの1つを裁判所命令なしに無効化するようPublic Interest Registryに要請したが、拒否された。2015年6月18日、アメリカ合衆国ニューヨーク南部地区連邦地方裁判所は、エルゼビアによる被告への電子メールによる送達を認めた。裁判所の決定から数日以内（6月22日以前）に、当時の主要サイトであった"libgen.org"と複数のミラーサイトがオフラインとなった。
エルゼビアの訴訟の結果、2015年10月下旬にニューヨーク南部地区連邦地方裁判所はLibGenに対し、閉鎖およびドメイン名（libgen.org）の使用停止を命じた。しかし、同サイトは代替ドメインを通じて引き続きアクセス可能であった。

#### ピアソン、マグロウヒル、マクミラン、センゲージによる訴訟（2023年–2024年）
2023年9月14日、教育系出版社であるピアソン・エデュケーション（当時、世界売上高で第3位の出版社）、マグロウヒル・エデュケーション、マクミラン出版社、センゲージラーニングは、著作権侵害を理由としてLibrary Genesisをアメリカ合衆国ニューヨーク南部地区連邦地方裁判所に提訴した。彼らはLibrary Genesisのウェブサイトが「私たちや著者の創作物からの収入を奪い、教科書市場および私たちの作品の価値を低下させ、場合によっては一部の作品の出版停止を引き起こしかねない」と主張した。彼らはLibrary Genesisのドメインの管理権限または削除、およびその運営者の収益の押収を求めた。
2024年3月1日、出版社側はIPFS、Pinata Technologies、Cloudflareなどのゲートウェイプロバイダに対してLibrary Genesisへのサービス提供停止を命じる差止命令と欠席判決を申請した。
2024年9月26日、アメリカの裁判官はLibGenに対し出版社へ3,000万米ドルの支払いを命じたが、その運営者が誰であるかは不明である。
2024年12月、出版社側は「library.lol」ドメインの差し押さえに成功し、他の大半のLibrary Genesisドメインもオフラインにした。

### ホスティング国
LibGenはロシアとオランダの双方に登録されていると報告されており、法的措置における適切な管轄が不明である。

### ブロック
一部のLibGenのURLは、イギリスの複数のISPによってブロックされているが、このようなDNSベースのブロックではアクセス抑止にあまり効果がないとされている。また、フランス、ドイツ、ギリシャ、イタリア、ベルギー（ベルギー連邦警察のブロックページにリダイレクトされる）、ロシア（2018年11月）においてもISPによりブロックされている。2024年3月23日、オランダの海賊版サイトブロックリストにおいて、地元の反海賊団体であるBREINの要請に基づき、Anna's ArchiveおよびLibrary Genesisが新たに追加されたと報じられた。

### MetaによるAI学習への利用疑惑
2025年3月に公開された裁判資料によれば、MetaがLibGenのリソースを用いて生成系言語AIモデルを訓練していたことが示唆されている。この資料は、小説家のリチャード・キャドリー、クリストファー・ゴールデン、コメディアンのサラ・シルバーマンによってMetaを提訴した集団訴訟の一環として提出されたものである。

## 利用
2014年末まで、数百万件の学術論文や書籍への無料アクセスを提供するSci-Hubは、LibGenをストレージとして利用していた。ユーザーからのリクエストに応じて論文はLibGenから取得され、そこに存在する場合はそこから提供され、それ以外の場合は他の手段で取得されてからLibGenに保存された。
2019年には、ウェブアーカイブの専門家や情報自由化活動家が、LibGenのデータベースダンプをよりよくシードしホストするためのプロジェクトを立ち上げた。このプロジェクトのスポークスパーソン兼コーディネーターである「shrine」は、この取り組みを「世界のための永久図書カード」と表現し、反応は「誰からも圧倒的に肯定的」であったと報告している。
2020年には、Sci-HubおよびLibrary GenesisのコンテンツをIPFSを用いて配信するP2P型電子図書館がこのプロジェクトにより立ち上げられた。

## 関連記事
- Library.nu
- ゲリラオープンアクセス宣言
- Sci-Hub
- アーロン・スワーツ